# Gastein Ladies 2013
Gastein Ladies 2013 жіночий тенісний турнір, що проходив на кортах з ґрунтовим покриттям. Це був сьомий турнір Gastein Ladies. Проходив у рамках Туру WTA 2013. Відбувся в Бад-Гастайн (Австрія) з 13 до 21 липня 2013 року.

## Учасниці основної сітки в одиночному розряді

### Сіяні
| Країна     | Гравчиня                | Рейтинг1 | Сіяна |
| ---------- | ----------------------- | -------- | ----- |
| Німеччина  | Мона Бартель            | 33       | 1     |
| Німеччина  | Анніка Бек              | 53       | 2     |
| Румунія    | Ірина-Камелія Бегу      | 59       | 3     |
| Німеччина  | Андреа Петкович         | 62       | 4     |
| Нідерланди | Кікі Бертенс            | 67       | 5     |
| ПАР        | Шанелль Схеперс         | 69       | 6     |
| Іспанія    | Марія Тереса Торро Флор | 71       | 7     |
| Італія     | Карін Кнапп             | 72       | 8     |

- 1 Рейтинг подано станом на 8 липня 2013

### Інші учасниці
Нижче наведено учасниць, які отримали вайлдкард на участь в основній сітці:
- Патріція Майр-Ахлайтнер
- Ліза-Марія Мозер
- Каріна Віттгефт

Нижче наведено гравчинь, які пробились в основну сітку через стадію кваліфікації:
- Елена Богдан
- Вікторія Голубич
- Міхаела Гончова
- Джасміна Тінджич

Учасниці, що потрапили до основної сітки як щасливий лузер:
- Дія Евтімова

### Відмовились від участі
До початку турніру
- Яна Чепелова
- Алізе Корне
- Мелінда Цінк
- Луціє Градецька
- Міряна Лучич-Бароні (хворобу шлунково-кишкового тракту)
- Татьяна Марія
- Крістіна Младенович (втома)
- Роміна Опранді (травма спини)

### Знялись
- Мона Бартель (травма плеча)

## Учасниці основної сітки в парному розряді

### Сіяні
| Країна     | Гравчиня       | Країна   | Гравчиня          | Рейтинг1 | Сіяна |
| ---------- | -------------- | -------- | ----------------- | -------- | ----- |
| Люксембург | Менді Мінелла  | ПАР      | Шанелль Схеперс   | 125      | 1     |
| ПАР        | Наталі Грандін | Хорватія | Петра Мартич      | 134      | 2     |
| Румунія    | Ралука Олару   | Росія    | Валерія Соловйова | 148      | 3     |
| Чехія      | Ева Грдінова   | Ізраїль  | Шахар Пеєр        | 195      | 4     |

- 1 Рейтинг подано станом на 8 липня 2013

### Інші учасниці
Нижче наведено пари, які отримали вайлдкард на участь в основній сітці:
- Мона Бартель /  Анніка Бек
- Ліза-Марія Мозер /  Ївонна Нойвірт

### Знялись
- Ева Грдінова (хворобу шлунково-кишкового тракту)

## Переможниці

### Одиночний розряд
- Івонн Мейсбургер —  Андреа Главачкова, 7-5, 6-2

### Парний розряд
- Сандра Клеменшиц /  Андрея Клепач —  Крістіна Барруа /  Елені Даніліду, 6–1, 6–4